# Bruce Welch
Bruce Welch (eg. Bruce Cripps), född 2 november 1941 i Bognor Regis i West Sussex, är en brittisk gitarrist, sångare, musikproducent och låtskrivare. Han spelade bland annat i bandet The Shadows. 

## Historia
Bruce Welch föddes i Sussex, men när hans mor avled då Bruce Welch var 6 år, växte han upp hos sin moster Sadie i Chester-le-Street i County Durham. Vid fjorton års ålder bildade Welch ett skiffleband tillsammans med skolkamraten från Rutherford Grammar School, Brian Rankin, senare känd som Hank Marvin. Bruce Welch och Brian Rankin flyttade till London och spelade under namnet The Five Chesternuts och senare The Geordie Boys. 1958 blev Bruce Welch och Brian Rankin med i bandet The Drifters som senare utvecklades till The Shadows, backing-band för Cliff Richard.
Bruce Welch skrev flera nummer 1 hits för Cliff Richard och för The Shadows, bland annat "Foot Tapper", "The Rise and Fall of Flingle Bunt", "Please Don't Tease", "In the Country", "Summer Holiday", "I Love You" och "I Could Easily Fall (in Love with You)". Han skrev också "Please Mr. Please" för Olivia Newton-John.
Bruce Welch har spelat med i många band och verkat som musikproducent. Han var också konsult och instruktör vid West End-musikalen Buddy – The Buddy Holly Story.